# Маалюля
Маалюля (на арамейски: ܡܥܠܘܠܐ; на арабски: معلولا) е град в югозападната част на Сирия, разположен в мухафаза Риф Дамаск, на 56 километра североизточно от столицата Дамаск. Той е в списъка на световното културно наследство на ЮНЕСКО. Жителите на Маалюля са едни от малкото по света, които говорят езика на Христос – арамейския.

## Етимология
В превод на староарамейски език Маалюля означава „вход". Легендата разказва как покровителката на селището св. Текла се спасила от римляните, които я преследвали, за да я убият, тъй като приела християнството. Красивата Текла избягала от езическите си родители в днешна Турция, за да проповядва словото на Христос. Бягайки от римските войници, светицата, която била ученичка на самия апостол Павел, накарала планината да се разтвори и избягала от потерята на езичниците, а под нозете ѝ бликнала вода.

## История

### Гражданска война в Сирия
През септември 2013 година в селището се водят сражения между правителствената армия на Сирия и представящите се за опозиция в страната, терористични групировки Ал-Каида и Джабхат ан-Нусра.

## Култура
Малко над платото е манастирът Св. св. Сергий и Бакхус, построен още през 4 век. Тук се пазят едни от най-старите олтари в историята на християнството. А непосредствено пред него е разкрита скална гробница от 198 година с уникални релефи. След приемането на християнството гробницата е превърната в монашески скит. Древният манастир и църквата към него били издигнати върху стар езически храм на Аполон в чест на светите мъченици Сергий и Бакхус. Църквата се смята за един от най-старите в света християнски храмове. Тук има икона на Богородица с младенеца, която е древно копие на оригинала, рисуван от самия евангелист Лука. Зад олтара и има каменно съоръжение за жертвоприношение.